# Thomas Kinsella (poeta)
Thomas Kinsella (ur. 4 maja 1928 w Dublinie, zm. 22 grudnia 2021 tamże) – irlandzki poeta oraz tłumacz, redaktor, wydawca, nauczyciel akademicki.
Początkowo tworzył poezję utrzymaną w tonie osobistym (m.in. tom Poems z 1956). W latach siedemdziesiątych i osiemdziesiątych XX wieku jego twórczość zaczęła odzwierciedlać chaos współczesnego świata, co widoczne było w zbiorach Nigtwalker (1968) i Fifteen Dead (1979), które zawierały elegie oparte na politycznych i społecznych realiach dzisiejszej Irlandii oraz skomplikowane doznania psychologiczne. Kinsella dokonywał też przekładów poezji irlandzkiej na język angielski. 
W 1972 założył w Dublinie własne wydawnictwo Peppercanister Press. Był też wykładowcą Temple University w Filadelfii. 